# 사인방
사인방(중국어 정체자: 四人幫, 병음: Sì rén bāng 쓰런방[*])은 문화대혁명 관련 사건으로 처벌받은 중국공산당 지도자 장칭(江青), 왕훙원(王洪文), 장춘차오(張春橋), 야오원위안(姚文元)을 일컫는 말이다. 문화대혁명의 몰락 이후 이들은 마오쩌둥 사상을 신봉하여 범죄를 선동했다는 판결을 받았지만 그들이 정확히 어떤 범죄를 선동했는지는 알려지지는 않았다.

## 개요
마오쩌둥의 부인이었던 장칭을 비롯하여 정치국 위원이었던 야오원위안, 중국공산당 중앙위원회 부주석 왕훙원, 정치국 상임위원 겸 국무원 부총리 장춘차오를 가리킨다. 1976년 9월 마오쩌둥이 사망한 지 한 달 만에 이들 사인방이 체포되면서, 문화대혁명은 막을 내렸다.

### 4인방 체포
1976년 10월 당주석 겸 당 중앙군사위원회 주석에 화궈펑이 취임한 후 장칭을 중심으로 한 상하이 문화혁명파 4인이 쿠데타 음모 혐의로 체포되었음이 발표되었다. 이들 4명은 모두 문화혁명 후 득세한 소장·과격파들로서 반주자파 운동의 중심세력이기도 하였다. 베이징의 대자보들은 장칭파가 마오쩌둥의 유서를 위조하여 화궈펑을 제거하고 장칭을 당주석에 앉히려고 음모하였다고 비판하면서 화궈펑에 대한 지지를 천명하였다. 권력 투쟁에서의 강경파 실각은 군부와 인민들 사이에 광범한 지지 기반이 없었던 데에 이유를 찾을 수 있을 것이다.

#### 체포작전 준비
예젠잉(葉劍英)은 10월 4일 <광명일보> 1면에 발표된 량샤오(梁效)의 글을 본다. 이는 그들이 최고권력을 찬탈하려는 신호로 여긴다. 그리하여 더 이상 일을 늦추어서는 안되겠다고 생각하여 결단을 내린다. 그날 저녁, 그는 화궈펑(華國鋒) 주석이 머물던 조어대(釣漁臺)로 찾아가서 긴급하게 협의한다.
예젠잉은 이렇게 말한다: "현재 그들의 문제를 해결하는 것은 더 이상 늦출 수 없는 때가 되었다. 그들이 곧 손을 쓰려고 하니 더 이상 기다릴 수가 없다." 그는 원래 국경절 이후에 10일을 준비하고 상황을 봐서 손을 쓰기로 하였던 것을 앞당겨 행동에 들어가기로 결정한다. "선발제인(先發制人), 이쾌타만(以快打慢)" 6일 혹은 7일 "일파일립제사해(一破一立除四害)"를 결정한다. 화궈펑은 "늦어도 모래 손을 쓴다"고 결정하고, 예젠잉에게 왕둥싱(汪東興)과 행동 계획을 추진하라고 한다. 예젠잉은 왕둥싱의 집으로 가서 모든 것을 상세히 협의한다. 왕둥싱에게 행동방안을 주도면밀하고, 완벽하고 실행가능하게 만들어 확실하게 결전에서 승리할 수 있도록 하라고 요구한다. 왕둥싱은 긴급하게 행동에 들어가고, 각종 '임전' 조치를 취한다.
왕둥싱은 장야오츠(張耀祠, 중앙판공청 부주임), 우젠화(武建華, 중앙경위국 부국장, 8341부대 정위)와 상의하여, 중앙경위국 기관국, 처, 과급간부와 중앙경위부대(8341부대) 사, 단, 영급 간부 중에서 정치 자질, 군사 기술, 신체가 모두 좋고, 상황을 잘 아는 인원을 뽑아서 이 특수임무를 수행하도록 하였다. 집행임무를 맡은 인원은 5개의 행동 소조로 나누어서 업무를 분담했다:
제1행동소조는 왕훙원(王洪文)을 맡았는데, 조장은 리광인(李廣銀)이고, 대원은 우싱루(吳興祿), 훠지룽(霍際龍), 왕즈민(王志民)이다; 제2행동소조는 장춘차오(張春橋)를 맡았는데, 조장은 지허푸(紀和富)이고, 대원은 장팅구이(蔣廷貴), 쉬진성(徐金昇), 런쯔차오(任子超)이다; 제3행동소조는 장칭(江靑)을 맡았는데, 조장은 가오윈장(高雲江)이고, 대원은 황제위안(黃介元), 마판추(馬盼秋), 마샤오셴(馬曉先, 여자)이다; 제4행동소조는 야오원위안(姚文元)을 맡았는데, 조장은 텅허쑹(縢和松)이고, 대원은 캉하이췬(康海群), 장윈성(張雲生), 가오펑리(高風利)이다; 제5행동소조는 마오위안신(毛遠新)을 맡았는데, 조장은 리롄칭(李連慶)이다. 현장경계인원은 딩즈유(丁志友), 둥팡(東方), 예구이신(葉桂新), 자오루신(趙汝信)이다. 행동에 참가한 기타 인원은 황창타이(黃昌泰, 8341부대 부참모장), 캉제(康潔, 공정관리중대 관리원), 쑨훙치(孫洪起), 쑨전파(孫振發, 복무과 과장, 부과장), 차오즈슈(曹志秀), 리타이(李台, 교통과 과장, 부과장). 그리고 6명의 운전 기사: 스유링(史友令), 위구이싱(兪桂興), 상잔량(尙占良), 왕밍천(王明臣), 우쩡빈(吳增彬), 장중천(張中臣). 그들은 중남해에서 가까운 첸마오자완(前毛家)의 한 성방 지하에 격리실을 만든다.
10월 3일 밤, 왕둥싱은 리신(李鑫)을 중남해의 자신의 집으로 부른다. 그리고 "사인방"에 대하여 격리심사를 실행하기로 결정했다고 알려주며 그에게 당중앙의 문건을 초안하도록 지시한다. 리신은 당중앙에서 3건의 문건을 초안할 것을 건의한다: 첫째, "사인방"을 격리심사하는 결정; 둘째, <모택동선집> 제5권을 출판하는데 관한 결정; 셋째, 모주석기남당을 건립하는데 관한 결정. 왕둥싱은 화궈펑에게 보고하여 동의를 받은 후, 리신에게 그의 집에 있는 작은 방에 머물도록 하며, 밖에서 자물쇠를 잠가 버린다. 4일부터 6일까지, 3건의 문건작성에 집중했다.
왕둥싱은 리신, 우젠화와 함께 구체적인 행동 방안을 상의한다. 리신은 이렇게 제안한다: 현재 장춘차오, 야오원위안은 <모택동선집>을 장악하려고 하고, <모택동선집> 5권의 자료를 급히 필요로 하고 있다. 그러므로, 당중앙상위에서 <모택동선집> 5권에 관하여 토론한다는 명목으로 중남해 회인당에서 회의를 소집하고, 그들에게 회의에 참석하라고 하면, 그들은 반드시 올 것이다. 과거 중앙에서 <모택동선집> 공작회의는 모두 중남해 회인당에서 개최하였다. 그러니, 그들은 의심하지 않고, 반드시 걸려들 것이다. 이 행동 방안은 화궈펑, 예젠잉에게 보고되었고, 비준을 받는다.
이와 동시에, 화궈펑은 다시 우더(吳德)와 수도의 안전, 안정을 확보하는 일을 추가로 협의한다. 우더는 화궈펑과 얘기를 나눈 후 즉시 우중(吳忠)을 찾아간다. 우중은 보장하며 말했다: 북경의 위수부대(衛戍部隊)는 수도안전을 보위할 능력이 있으니, 당중앙은 안심하시라고. 우더는 진석련(陳錫聯)을 찾아간다. 진석련은 상황을 그도 이미 알고 있다고 말한다. 진석련은 즉시 전화를 걸어 우중에게 말한다: 위수부대의 일체는 우더의 지휘를 받으라고.
이 일촉즉발의 긴장된 순간에, 쌍방은 모두 밀접하게 상대방의 일언일행, 일거일동을 주시하고 있었다. 10월 4일, 장칭은 돌연 석가장으로 가겠다고 한다. 지정열차의 기관차를 이칠차량창의 내연기기관차로 해달라고 요구한다. 그리고 이칠차량창의 일부 노동자들을 그녀와 함께 가도록 해달라고 한다. 왕둥싱은 화궈펑에게 그녀가 가도록 해도 되겠는지 물어본다. 당시 화궈펑은 마침 우더와 얘기를 나누고 있었다. 그는 이렇게 말한다: 장칭이 석가장에 왜 가는 것인가? 그녀는 아마도 찔러보는 것일 것이다. 그녀를 안심시시키 위하여 가는데 동의하는데 좋겠다고. 우더도 화궈펑의 의견에 동의한다. 화궈펑은 즉시 왕둥싱에게 회답한다: 그녀가 가는데 동의한다. 기관차를 마련하고 노동자를 찾아서 함께 가도록 하는 문제는 우더에게 어레인지하도록 한다.
10월 4일, 오후 5시경, 우더는 화궈펑의 집에서 막 자기의 집으로 돌아왔는데, 전화기가 울렸다. 화궈펑이 우더에게 즉시 그의 집으로 오라는 전화였다. 우더는 급히 갔더니, 왕둥싱이 이미 그 곳에 와 있었다. 세 사람은 그 자리에서 상의하여 결정한다:
첫째, 화궈펑, 예젠잉, 왕둥싱이 이미 상의하여 결정한 방안에 따라, "사인방"을 체포하는 것은 왕둥싱이 책임진다.
둘째, 츠췬(遲群), 셰징이(謝靜宜), 진쭈민(金祖敏) 등의 격리 심사는 우더와 북경 위수구 우중이 책임지고 해결한다.
셋째, 중남해내에 만일 생각하지 못한 문제가 벌어지면, 우더가 위수구의 부대를 조직하여 지원한다.
넷째, 북경위수구는 인민일보사, 신화사, 방송국, 중앙기관 및 지군, 사정의가 통제하는 청화, 북대등 단위를 내긴외송(內緊外鬆)의 방식으로 경계한다. 다시 한번 집행상황을 검사한다.

화궈펑은 우더에게 전화기 곁에 있으면서, 수시로 자신과 연락할 수 있게 하라고 요구한다.
10월 5일 당일, 화궈펑은 차량을 보내어 겅뱌오(耿飇)를 동교민항 15호의 자신의 집에 불러, 얘기를 나누고 배치를 한다.
겅뱌오는 <광명일보> 10월 4일자 긴 문장에 대한 견해를 얘기한다: 그들이 이미 싸우겠다는 글을 실었다. 이 선언서식의 문장은 '사인방'이 최고권력을 찬탈하는데 손을 쓰기 시작했다는 신호탄이다.
화궈펑은 고개를 끄덕여 동의를 표한다. 그리고 서두르지 않고 천천히 마오쩌둥이 친히 써서 그에게 준 쪽지를 겅뱌오에게 보여준다. 겅뱌오에게 이 몇 장의 쪽지의 내력을 얘기해준다. 이어서, 화궈펑이 말한다
화궈펑: "나도 느꼈다. 그들 몇몇은 중앙, 정치국의 다수 동지와 적대적이다. 아무렇게나 사건을 잡아서 소란을 피우고, 따지고 든다. 주석이 사망한 후, 정치국은 저녁에 회의를 여는데, 한번 싸우면 한밤중까지 간다. 매일 저녁, 장칭은 나에게 전화를 걸어서 난리를 치고, 소리를 질러서 잠을 잘 수가 없다. 그녀는 저녁에 소리지르고 낮에 잠을 잔다. 그러나 나는 낮에 일을 해야 한다...
화궈펑이 겅뱌오에게 묻는다: "네 생각에 그들에 무슨 행동을 보였느냐?"
겅뱌오가 말한다: "제 추측으로는 3,5일내에 그들은 행동을 할 것입니다."
화궈펑이 묻는다: "근거가 있는가?"
겅뱌오가 대답한다: "그들은 상해에서 출력이 센 방송국을 만들고, 민병을 증가시켰으며, 무기,탄약을 추가로 나눠주었습니다. 그곳은 그들의 근거지입니다. 북경에서 제가 세어보니, 개략 10여개 부문들이, 심지어 여기에 그치지 않을 것같습니다만, 그들을 따릅니다. 또 이런 말도 있습니다. 그들은 10월 8일 장사에서 시위를 시작할 것이고, 9일에는 상해에서 시위를 할 것이라고, '인민군중'의 명목을 빌어 왕훙원(혹은 장칭)을 당주석으로 하고, 장춘차오를 총리로 삼으려 한다는 것입니다. 이어서 국외에 선전할 것이고, 동시에 북경에서도 경축 시위를 벌일 것입니다. 북경에는 '양교(兩校)'와 몇 개의 부대가 시위에 참가할 것이며, 아직 통제하지 못한 부문들도 참가하도록 핍박할 것입니다. 그때가 되면 형세가 심각해집니다."
화궈펑이 정중하게 겅뱌오에게 말한다: "중앙이 결정했다. 한 가지 임무를 너에게 맡길테니 완성해야 한다. 섭검영 원수가 지명한 것이다."
겅뱌오는 화궈펑이 이렇게 말하자, 벌떡 일어나서, 대답했다: "확실하게 임무를 완성하겠습니다."
화궈펑은 겅뱌오를 잡아끌어 앉히고는 말한다: "구체적인 임무는 때가 되면 너에게 말해주겠다. 너는 집에서 나의 전화를 기다려라. 내가 직접 전화한 것만 유효하다. 비서가 건 것은 신경쓰지 말라."

#### 체포 과정
마오 사후 들어선 중공 지도부는 4인방 척결을 준비했으며 D-데이를 10월 6일로 잡았다. 10월 6일 저녁 6시40분 특무부대장인 왕둥싱(汪東興)은 중남해(中南海)의 회의실인 회인당(懷仁堂) 각부를 접수했다. 이어 저녁 7시 화궈펑(華國鋒) 국가주석과 예젠잉(葉劍英) 국방부장이 회인당에 도착했다. 이들은 4인방을 회인당에 한명씩 불러들여 체포할 계획이었다.
7시 55분 장춘차오(張春橋)가 가장 먼저 회인당에 도착했다. 장춘차오가 회인당에 들어서자마자 제1행동소조(경비병)가 공손히 맞았다. 행동소조 경비병대가 장춘차오가 데려온 경호원들의 진입을 제지했다. 장춘차오는 평소와 다른 상황을 인식했지만 왕둥싱의 설명을 듣고 어찌할 수 없었다. 장춘차오가 회의실에 들어서자마자 화궈펑은 체포 결정문을 읽었다. 결정문은 "마오쩌둥 사망 이후에 4인방이 서로 결탁하여 당권을 빼앗을 음모를 획책해 반당, 반사회주의의 죄를 저질렀으며, 중공 중앙은 장춘차오, 황훙원, 장칭, 야오원위안 등에 대해 격리 심사를 진행할 것이다"였다. 화궈펑이 결정을 읽은 후 장춘차오의 손에 수갑이 채워졌고 압송되어 갔다.
뒤이어 왕훙원(王洪文)이 도착했다. 왕훙위안은 체포될 때 "나는 회의 참석하러 왔다. 너희들 뭐하는 것이냐!"고 외치며 극렬히 저항했다. 제압된 이후 화궈펑은 결정문을 다시 읽었다. 왕훙위안은 화궈펑이 다 읽기 전에 예젠잉을 향해 달려들었지만 이내 곧 경비병에게 저지됐다. 이미 두명이 체포된 이상 지체할 필요가 없었다. 야오원위안(姚文元)은 회의실로 들어서는 복도에서 체포됐다. 경비병단 부단장이 중앙결정을 읽자 야오원위안은 고개를 떨군채 별다른 반항을 하지 않았다.
체포조는 이날 저녁 8시 30분 장칭(江青)의 숙소를 찾았다. 장칭 체포조는 왕둥싱의 조수였던 장야오츠(张耀祠)가 이끌었다. 그는 오랜기간 중난하이 경비를 맡았던 인물이다. 장칭의 거주지에 진입해 그를 체포하려 하자 장칭은 "누가 시켰나?"라고 분노했지만 화장실을 가게 해달라고 부탁해 15분 후에 순순히 체포됐다.
10월6일 저녁 9시경 4인방이 모두 체포된 후 화궈펑과 예젠잉은 겅뱌오(耿飚), 츠하오톈(迟浩田) 등 군부 인사를 화이런탕으로 소집했으며, 그들에게 CCTV, 인민일보, 신화사, 광명일보 등을 넘겨받으라 명했다. 10년 동안 중국 대륙을 피바람으로 물들게 한 문화 대혁명은 이렇게 총한방 쏘지 않고 피한방울 흘리지 않은 채 막을 내렸다.

### 재판
1981년에 열린 재판 결과 장칭과 장춘차오에게는 사형, 왕훙원에게는 종신형, 야오원위안에게는 20년형이 선고되었다. 사인방 외에도 그들을 적극적으로 후원했던 천보다와 마오위안신에게도 각각 18년형과 17년형이 선고되었다.
이 가운데 장칭은 이후 1983년 무기징역형으로 감형되었으며 이후 수감 생활을 하던 장칭은 1991년 3월 3일 당시 중화인민공화국의 최고 실세였던 장쩌민(江澤民)이 조치를 내린 형집행정지로 석방된 동시에 가택연금 조치 처분되었고 가택연금에 있던 도중 1991년 5월 14일 자살하였다.
- 장칭 (江青)：1991년 자살
- 왕훙원 (王洪文)：1992년 병사
- 장춘차오 (張春橋)：2005년 위암으로 사망
- 야오원위안 (姚文元)：2005년 당뇨병으로 사망

## 참고 자료
- 이 문서에는 다음커뮤니케이션(현 카카오)에서 GFDL 또는 CC-SA 라이선스로 배포한 글로벌 세계대백과사전의 내용을 기초로 작성된 글이 포함되어 있습니다.
- 중국, 문혁4인방 체포과정 재조명, 아주경제 : 조용성 기자